# جريفي
مرق اللحم أو جريفي (بالإنجليزية: Gravy)‏ صلصة مصنوعة من عصارة اللحم المطبوخ مع المرق ومكونات أخرى مثل دقيق القمح أو نشأ الذرة.